# Tc'indinteelhaahtc-kiiyaahaang
Tc'indinteelhaahtc-kiiyaahaang, malena banda Kato Indijanaca, porodica Athapaskan, čije se područje nalazilo okruženo većom bandom Big Rock na Big Rock Creeku u sjeverozapadnoj Kaliforniji. Njihovo jedino slo bilo je Tc'indinteelhaagh-uuyeeh ("Under Where the Sick Person Leapt"). Njihovo ime je i Sick Man Jumps Banda.

## Vanjske poveznice
- Cahto Band Names